# 劳动者联盟
劳动者联盟（羅馬化：Rabitat al-Shaghila）是黎巴嫩的一个左翼政党，成立于1960年代末，目前由扎赫尔·哈提卜（前黎巴嫩议会议员，代表舒夫县）领导。该党起源于1968年由时为学生活动家和进步社会党活跃分子扎赫尔·哈提卜在贝鲁特美国大学成立的一个社会主义学生协会。1974年，该组织脱离进步社会党，在哈提卜的领导下作为一个独立的政党出现。该党信奉马克思列宁主义和泛阿拉伯民族主义，并于1975年初加入卡迈勒·琼卜拉特领导的黎巴嫩民族运动，甚至组建了一支名为“扎赫尔·哈提卜力量”的民兵组织。1982年，黎巴嫩民族运动瓦解后，该党转而支持叙利亚，并与什叶派政党阿迈勒运动建立了密切的关系。目前，该党是亲叙利亚的三月八日联盟的成员。